# Квинкод (Долина Аосте)
Квинкод је насеље у Италији у округу Долина Аосте, региону Долина Аосте.
Према процени из 2011. у насељу је живело 278 становника. Насеље се налази на надморској висини од 1048 м.